# Монгуцо
Монгу̀цо (на италиански: Monguzzo; на ломбардски: Mungüz, Мунгюц) е село и община в Северна Италия, провинция Комо, регион Ломбардия. Разположено е на 320 m надморска височина. Населението на общината е 2328 души (към 2017 г.).